# Томпкинс, Трей
Ховард Самуэль «Трей» Томпкинс (англ. Howard Samuel "Trey" Thompkins III; род. 29 мая 1990, Литония, штат Джорджия, США) — американский профессиональный баскетболист, играющий на позиции тяжёлого форварда.

## Карьера
Будучи студентом, Томпкинс выступал за Университет Джорджии. За три сезона Трей набирал в среднем 16 очков и делал 8 подборов.
В июне 2011 года Томпкинс был выбран «Лос-Анджелес Клипперс» на драфте НБА под общим 37-м номером. В свой дебютный сезон в НБА Трей появился на площадке в 24 играх. В сезоне 2012/2013 форвард боролся с травмой колена и весной 2013 года был отчислен из «Клипперс».
В большой баскетбол Томпкинс вернулся в июне 2014 года, когда принял участие в матчах Летней лиги НБА. В 4 матчах Трей набирал в среднем 10,5 очков и совершал 4,3 подбора.
В августе 2014 года подписал 1-летний контракт с «Нижним Новгородом». В составе команды Томпкинс стал одним из лучших «больших» сезона в Евролиге (14.5 очка + 8.1 подбора в среднем за игру), а также помог нижегородскому клубу выйти в полуфинал Единой Лиги ВТБ (15.8 очка + 7.5 подбора в среднем за игру). В мае 2015 года был признан «Самым ценным игроком» 1/4 финала плей-офф Единой Лиги ВТБ.
В августе 2015 года «Реал Мадрид» объявил о подписании однолетнего соглашения с Томпкинсом. В 15 матчах Евролиги Томпкинс набирал 5,9 очка и 3,0 подбора.
В июле 2016 года «Реал» заключил с Томпкинсом новый 2-летний контракт.
В апреле 2022 года «Реал» принял решение исключить из своего состава Томпкинса и Тома Эртеля. Оба игрока были наказаны за нарушение клубной дисциплины. Томпкинс и Эртель были замечены в Афинах на вечеринке вместе с Гершоном Ябуселе за день до матча с «Панатинаикосом». Томпкинс и Эртель вернулись в расположение команды, когда уже рассвело, за несколько часов до начала матча. Через несколько дней Томпкинс и Эртель вернулись в состав «Реала» и приняли участие в командной тренировке.
В июле 2022 года Томпкинс перешёл в «Зенит».
В составе команды Томпкинс стал победителем Суперкубка Единой лиги ВТБ. В Кубке России Трей стал серебряным призёром и был включён в символическую пятёрку «Финала четырёх» как «Лучший тяжёлый форвард».
В феврале 2024 года Томпкинс подписал контракт с «Црвеной звездой» сроком на 1 месяц с возможностью продления. 7 марта 2024 года сербский клуб продлил контракт с Треем ещё на 1 месяц с возможностью продления до конца сезона.

## Сборная США
Томпкинс выступал в составе юношеской сборной США на чемпионате мира (до 19 лет), где стал победителем турнира. За 9 игр в среднем набирал 10,6 очка и 5 подборов.

## Личная жизнь
В марте 2020 года у Томпкинса диагностировали коронавирус.

## Достижения

### Клубные
- Обладатель Межконтинентального кубка ФИБА: 2015
- Чемпион Евролиги: 2017/2018
- Бронзовый призёр Евролиги: 2018/2019
- Обладатель Суперкубка Единой лиги ВТБ: 2022
- Чемпион Испании (4): 2015/2016, 2017/2018, 2018/2019, 2021/2022
- Обладатель Кубка Испании (2): 2016, 2020
- Серебряный призёр Кубка Испании (2): 2018, 2021
- Серебряный призёр Кубка России: 2022/2023

### Сборная США
- Победитель чемпионата мира (до 19 лет): 2009

## Статистика

### Статистика в НБА
| Сезон                                                                                    | Команда               | Регулярный сезон | Регулярный сезон | Регулярный сезон | Регулярный сезон | Регулярный сезон | Регулярный сезон | Регулярный сезон | Регулярный сезон | Регулярный сезон | Регулярный сезон | Регулярный сезон | Серия плей-офф | Серия плей-офф | Серия плей-офф | Серия плей-офф | Серия плей-офф | Серия плей-офф | Серия плей-офф | Серия плей-офф | Серия плей-офф | Серия плей-офф | Серия плей-офф |
| Сезон                                                                                    | Команда               | GP               | GS               | MPG              | FG%              | 3P%              | FT%              | RPG              | APG              | SPG              | BPG              | PPG              | GP             | GS             | MPG            | FG%            | 3P%            | FT%            | RPG            | APG            | SPG            | BPG            | PPG            |
| ---------------------------------------------------------------------------------------- | --------------------- | ---------------- | ---------------- | ---------------- | ---------------- | ---------------- | ---------------- | ---------------- | ---------------- | ---------------- | ---------------- | ---------------- | -------------- | -------------- | -------------- | -------------- | -------------- | -------------- | -------------- | -------------- | -------------- | -------------- | -------------- |
| 2011/12                                                                                  | Лос-Анджелес Клипперс | 24               | 0                | 5,0              | 39,3             | 30,8             | 71,4             | 1,0              | 0,1              | 0,1              | 0,1              | 2,4              | Не участвовал  | Не участвовал  | Не участвовал  | Не участвовал  | Не участвовал  | Не участвовал  | Не участвовал  | Не участвовал  | Не участвовал  | Не участвовал  | Не участвовал  |
|                                                                                          | Всего                 | 24               | 0                | 5,0              | 39,3             | 30,8             | 71,4             | 1,0              | 0,1              | 0,1              | 0,1              | 2,4              | Не участвовал  | Не участвовал  | Не участвовал  | Не участвовал  | Не участвовал  | Не участвовал  | Не участвовал  | Не участвовал  | Не участвовал  | Не участвовал  | Не участвовал  |
| Наведите курсор мыши на аббревиатуры в заголовке таблицы, чтобы прочесть их расшифровку. |                       |                  |                  |                  |                  |                  |                  |                  |                  |                  |                  |                  |                |                |                |                |                |                |                |                |                |                |                |

### Статистика в колледже
| Сезон                                                                                   | Команда  | GP | GS | MPG  | FG%  | 3P%  | FT%  | RPG | APG | SPG | BPG | PPG  |  |
| --------------------------------------------------------------------------------------- | -------- | -- | -- | ---- | ---- | ---- | ---- | --- | --- | --- | --- | ---- |  |
| 2008/09                                                                                 | Джорджия | 28 | 23 | 26,0 | 43,5 | 38,4 | 72,6 | 7,2 | 0,8 | 1,0 | 1,1 | 12,6 |  |
| 2009/10                                                                                 | Джорджия | 31 | 29 | 31,0 | 48,3 | 37,7 | 76,2 | 8,3 | 1,9 | 1,0 | 1,2 | 17,7 |  |
| 2010/11                                                                                 | Джорджия | 30 | 29 | 31,2 | 48,1 | 31,1 | 68,9 | 7,6 | 1,4 | 1,1 | 1,7 | 16,4 |  |
|                                                                                         | Всего    | 89 | 81 | 29,5 | 46,9 | 35,7 | 72,9 | 7,7 | 1,4 | 1,0 | 1,3 | 15,7 |  |
| Наведите курсор мыши на аббревиатуры в заголовке таблицы, чтобы прочесть их расшифровку |          |    |    |      |      |      |      |     |     |     |     |      |  |

### Статистика в других лигах
| Сезон                                                                                   | Команда         | Лига                          | GP  | GS | MPG  | FG%  | 3P%  | FT%   | RPG | APG | SPG | BPG | PPG  |  |
| 2014/15                                                                                 | Все клубы       | Все лиги                      | 58  | 44 | 27,6 | 50,1 | 37,0 | 89,3  | 7,7 | 1,6 | 0,9 | 0,6 | 15,3 |  |
| 2014/15                                                                                 | Нижний Новгород | Единая лига ВТБ               | 35  | 26 | 27,6 | 51,2 | 36,7 | 93,1  | 7,5 | 1,7 | 1,0 | 0,7 | 15,8 |  |
| 2014/15                                                                                 | Нижний Новгород | Евролига                      | 23  | 18 | 27,5 | 48,3 | 37,4 | 83,7  | 8,1 | 1,6 | 0,8 | 0,4 | 14,5 |  |
| 2015/16                                                                                 | Все клубы       | Все лиги                      | 50  | 28 | 17,8 | 55,5 | 47,9 | 94,1  | 3,3 | 0,9 | 0,5 | 0,4 | 8,4  |  |
| 2015/16                                                                                 | Реал Мадрид     | Чемпионат Испании             | 33  | 20 | 18,8 | 60,4 | 52,6 | 90,9  | 3,5 | 0,8 | 0,7 | 0,4 | 9,2  |  |
| 2015/16                                                                                 | Реал Мадрид     | Евролига                      | 15  | 6  | 15,2 | 39,0 | 35,0 | 100,0 | 3,0 | 1,1 | 0,1 | 0,3 | 5,9  |  |
| 2015/16                                                                                 | Реал Мадрид     | Межконтинентальный кубок ФИБА | 2   | 2  | 20,5 | 80,0 | 80,0 | 100,0 | 1,5 | 1,0 | 0,0 | 0,0 | 14,5 |  |
|                                                                                         |                 | Всего                         | 108 | 72 | 23,0 | 51,7 | 40,9 | 90,3  | 5,7 | 1,3 | 0,7 | 0,5 | 12,1 |  |
| Наведите курсор мыши на аббревиатуры в заголовке таблицы, чтобы прочесть их расшифровку |                 |                               |     |    |      |      |      |       |     |     |     |     |      |  |